# Carlos Toro
Carlos Toro (Santiago, 4 de fevereiro de 1976) é um ex-futebolista chileno que atuava como goleiro.

## Carreira
Carlos Toro integrou a Seleção Chilena de Futebol na Copa América de 2001.